# مينوناتية
المينوناتية (بالإنجليزية: Mennonite)‏ وهي طائفة مسيحية وجالية أو جماعة كنسيّة من تجديدية العماد. نشأت مع المصلح مينو سيمونز (1496-1561) في فرايزلاند في أيام حكم الإمبراطورية الرومانية المقدسة والذي وضع في كتاباته تعليمات المعلمين السويسريين السابقين. أساس إيمان المينونايت هو طريقة في الإيمان والعمل تحت سيادة المسيح.
وقد كان المينوناتيون في البداية بروتستانت معترضين على الكنيسة الرومانية الكاثوليكية، وقد كان أكثرهم قد هاجر من أوروبا إلى الولايات المتحدة بسبب الاضطهاد الذي لقوه هناك جنبًا إلى جنب الآميش. ويعيش أغلبهم حياة محافظة تقية بعيداً عن العالم ويستخدمون الوسائل القديمة في إدارة شؤونهم من دون الاعتماد على الكهرباء والسيارات والاتصالات وحتى على العملات وتلبس نسائهم الحجاب على الرأس ويتكلمون اللغة الألمانية بلهجتها البيرنية. يبلغ عددهم في العالم حوالي 1,700,000 نسمة متوزعين على مختلف دول العالم من الهند وإثيوبيا وكينيا والكونغو الديمقراطية والكونغو وكندا والولايات المتحدة.